# Det hebraiske universitet i Jerusalem
Det hebraiske universitetet i Jerusalem (hebraisk האוניברסיטה העברית בירושלים 
Ha'Universita Ha'Ivrit Bi'Yerushalayim, arabisk الجامعة العبرية في القدس) er Israels ældste universitet, erklæret officielt åbnet den 1. april 1925.
Universitetet har mere end 24 000 studenter. Med 7 fakulteter regnes Det hebraiske universitetet i Jerusalem som en ledende institution for højere uddannelse i Israel.
Det som nu er Det jødiske national- og universitetsbibliotek, blev grundlagt i 1892.
Det hebraiske universitet ligger i det nordøstlige Jerusalem, på Scopus-bjerget (Mt. Scopus, på hebraisk: Har Tzofim, הר צופים). Efter Israels uafhængighedskrig i 1948, der ifølge FN's delingsplan af 29. november 1947 skulle have gjort Jerusalem til en international zone, besatte Jordan det østlige Jerusalem. Universitetet forblev imidlertid israelsk territorium – som en ø inde i Jordan. Jordanerne tillod ikke andre end muslimer at færdes i Østjerusalem, så selvom universitet i sig selv var under israelsk kontrol, kunne det ikke bruges til sit akademiske formål. Israel stod nu uden universitet, og man skyndte sig derfor at oprette et nyt campus på Givat Ram i det vestlige Jerusalem. Her findes i dag Det Naturvidenskabelig fakultet på Det Hebraiske universitet.
Da Østjerusalem i 1967 blev erobret af Israel, og alle folkeslag (både jøder, kristne og muslimer) igen kunne færdes i bydelen (modsat hvad jordanerne ellers havde gjort), blev det muligt at vende tilbage til undervisning på Scopus-bjerget. I dag er dette campus for de humanistiske uddannelser på universitetet.
Det hebraiske universitet har fostret 6 nobelprismodtagere i sin historie.
Yuval Noah Harari, der er forfatter til den internationale makro-historiske bestseller Sapiens: A Brief History of Humankind, 2014 (på dansk: Sapiens: En kort historie om menneskeheden, 2015) er professor på universitetets Department of History

## Galleri
- Akademiet for det hebraiske sprog
- Israels nationalmuseum
- Bezalel Academy of Art and Design - National Academy of Art and Design Israel
- National Botanic Garden Israel
- Mt. Scopus Amphitheatre